# Szeremle
Szeremle ist eine ungarische Gemeinde im Kreis Baja im Komitat Bács-Kiskun.

## Geografische Lage
Szeremle liegt sieben Kilometer südwestlich der Kreisstadt Baja an der Szeremlei-Duna, einem Nebenarm der Donau. Vier Kilometer südöstlich befindet sich die Nachbargemeinde Bátmonostor.

## Sehenswürdigkeiten
- 1848er-Denkmal (1848-as emlékmű)
- Reformierte Kirche, erbaut 1797 im spätbarocken Stil, 1820 wurde der Turm hinzugefügt und die Orgel von József Marschall gebaut
- Römisch-katholische Kirche Lisieuxi Szent Teréz
- Volkskundliche Sammlung (Néprajzi gyűjtemény)
- Weltkriegsdenkmal (I. világháborús emlékmű), erschaffen 1924 nach Plänen von István Boócz

## Verkehr
Durch Szeremle verläuft die Nebenstraße Nr. 51144. Es bestehen Busverbindungen nach Baja, wo sich der nächstgelegene Bahnhof befindet. Zudem gibt es eine Fährverbindung über die Szeremlei-Duna auf die Insel Nagy-Pandúr-sziget.